# 블라디미르 레닌의 이름을 딴 장소 목록
이 장소는 대부분 소비에트 연방시절에 붙인 레닌 이름에 관한 장소 목록이다.

## 도시
- 레나나바드, 1936년 - 1992년 — 후잔트, 타지키스탄
- 레니나칸, 1924년 - 1990년 — 귬리, 아르메니아
- 레닌고리, 1924년? - 1990년 — 아칼고리, 남오세티야, 조지아
- 레닌그라드, 1924년 - 1991년 — 상트페테르부르크, 러시아
- 레닌그라드주는 2005년에 다시 옛 이름으로 되돌려진 주이다.
- 레니노, 우크라이나
- 레니노고르스크, 1941년 - 2002년 — 리데르, 카자흐스탄
- 레닌스크, 1958년 - 1995년 — 바이코누르, 카자흐스탄
- 레닌스크쿠즈네츠키, 러시아
- 레닌스키예고르키
- 레닌스키군
  - 레닌스키군, 유대인 자치주, 러시아.
  - 레닌스키군, 모스크바주, 러시아.
  - 레닌스키군, 툴라주, 러시아.
  - 레닌스키군, 볼고그라드주, 러시아.
- 레닌바로시(Leninváros) 1970년 - 1990년 — 티서우이바로시(Tiszaújváros), 헝가리
- 울리야놉스크, 러시아 — 1924년 이전에는 심비르스크로 알려짐

## 거리
- Lenini puiestee (레닌 대로), 탈린 / 에스토니아
- Rue Lénine (레닌 거리), 이브리 / 프랑스
- Rue Lénine (레닌 거리), 릴생드니 / 프랑스
- Rue Lénine (레닌 거리), 라쿠르뇌브 / 프랑스
- Rue Lénine (레닌 거리), 페르상 / 프랑스
- Rue Lénine (레닌 거리), 보비니 / 프랑스
- Rue Lénine (레닌 거리), 포르트르발랑스 / 프랑스
- Leninallee (현재의 란츠베르거알레(now Landsberger Allee)), 베를린 / 독일
- Leninplatz (레닌 광장), 베를린 / 독일

- Leninova ulice (레닌 거리) - 현재의 Evropská třída, 프라하 / 체코
- Leninova ul. (레닌 거리) - 현재의 Kounicova ul., 브르노 / 체코
- Leninova ul. (레닌 거리) - 현재의 Klišská ul., 우스티나트라벰 / 체코
- Leninova ul. (레닌 거리) - 현재의 Palackého ul., 플젠 / 체코
- Leninova ulice (레닌 거리) - 현재의 ul. E. Beneše, 피세크 / 체코
- Leninova ulice (레닌 거리) - 현재의 Nádražní, 크르노프 / 체코

## 다른 장소
- Pik Lenina (레닌 봉), 키르기스스탄 / 타지키스탄
- Lenini rajoon (레닌 구), 탈린 / 에스토니아
- Leninova (레닌 역) - 현재의 Dejvická, 프라하 / 체코
- Závody V. I. Lenina (V. I. Lenin Works) - 현재의 슈코다플젠, 플젠 / 체코
- Muzeum V. I. Lenina (V. I. Lenin 박물관) - 현재의 Lidový dům ČSSD (체코 사회 민주당의 집), 프라하 / 체코

## 같이 보기
- 스탈린의 이름이 붙은 장소
- 소비에트 연방 때 이름이 바뀐 러시아의 도시